# Вишенька (Минская область)
Вишенька, Вишеньки (бел. Вiшанька, Вiшанькi) — деревня в Валевачском сельсовете Червенского района Минской области.

## География
Располагается в 17 километрах к северо-западу от райцентра, в 57 км от Минска, на реке Гать.

## История
Согласно Переписи населения Российской империи 1897 года деревня в составе Гребёнской волости Игуменского уезда Минской губернии, где насчитывалось 56 дворов. На начало XX века здесь было уже 63 двора, 352 жителя. На 1917 год здесь было 22 двора и 153 жителя. С февраля по декабрь 1918 года деревня была оккупирована немцами, с августа 1919 по июль 1920 — поляками. 20 августа 1924 года вошла в состав вновь образованного Гребёнского сельсовета Червенского района Минского округа (с 20 февраля 1938 — Минской области). По переписи населения СССР 1926 года в деревне насчитывалось 28 дворов, проживали 159 человек. Во время Великой Отечественной войны деревня была оккупирована немецко-фашистскими захватчиками в конце июня 1941 года. 21 сельчанин не вернулся с фронта. Освобождена в июле 1944 года. 16 июля 1954 года в связи с упразднением Гребёнского сельсовета вошла в состав Валевачского сельсовета. На 1960 год население деревни составило 178 человек. В 1980-е годы входила в состав совхоза «Светоч». На 1997 год насчитывалось 20 домов, 33 жителя.

## Население
- 1897 — 56 дворов
- начало XX века — 63 двора, 353 жителя
- 1917 — 22 двора, 153 жителя
- 1926 — 28 дворов, 159 жителей
- 1960 — 178 жителей
- 1997 — 20 дворов, 33 жителя
- 2013 — 8 дворов, 14 жителей